# Hiroaki Sato (poète)
Hiroaki Sato (佐藤 紘彰, Satō Hiroaki), né en 1942, est un poète et traducteur japonais qui écrit fréquemment pour le Japan Times. Gary Snyder) voit en lui « peut-être le meilleur traducteur de poésie japonaise contemporaine en anglais américain ».